# AIK IF
AIK IF is een ijshockeyclub uit Solna in Zweden. De club werd opgericht in 1921. De club werd Zweeds kampioen in 1934, 1935, 1938, 1946, 1947, 1982 en 1984.

## Externe link

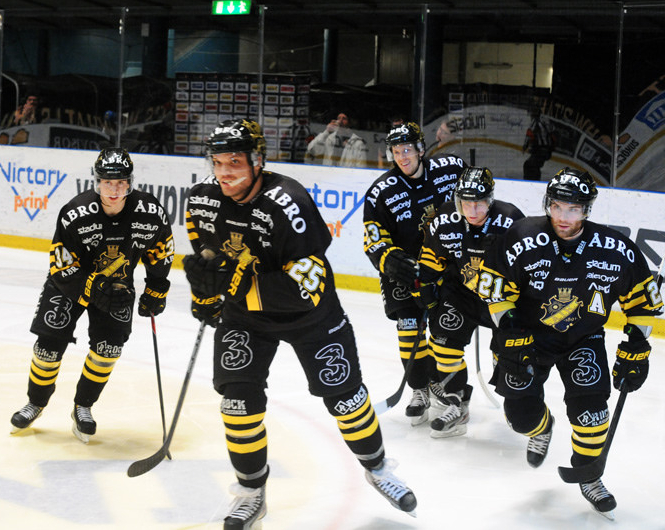
Spelers van AIK IF in 2014